# Jadrníčkova vila
Jadrníčkova vila je secesní vila (čp. 100) z počátku 20. století. Stojí ve Fryštáku, v ulici Na Hrádku.

## Historie
Vila pro rodinu Jadrníčkových byla vybudována v roce 1910 (1915), na fasádě nese vročení Vila Růžena 1912. V roce 1946 prošla vila stavebními úpravami, při nichž byla ze statických důvodů odstraněna věž s otevřenou vyhlídkou a původně dvoupodlažní hala byla horizontálně rozdělena stropem. Od roku 1997 je stavba chráněna jako kulturní památka. V roce 2023 byla otevřena moderní, dřevem obložená přístavba, která slouží jako stacionář pro klienty se zdravotním postižením.

## Architektura
Dvoupodlažní vila na čtvercovém půdorysu je umístěna na svažitém pozemku. Dům má šedě omítnutý sokl a fasády ve světle žluté omítce se zelenými a červenými dekorativními prvky. Segmentově zaklenutá okna jsou vsazena v šambránách s ušima, s klenákem ve vrcholu a s florálním dekorem v suprafenestře. Valbová střecha byla původně kryta zeleně glazovanými bobrovkami. Ve střeše vystupující dřevěné prvky krovů byly původně červené. Původně byl na fasádě viditelný také reliéf páva, ten nicméně později zakrylo přistavěné schodiště.
Centrálním prostorem původního vnitřního uspořádání byla dvoupatrová schodišťová hala, ve které vedlo dřevěné schodiště na dřevěný ochoz v patře. Místnost byla osvětlena stropní skleněnou rastrovou plochou. Horní část haly, která byla v roce 1946 oddělena, se zachovala v původní podobě, včetně stropního světlíku. Téměř v původním stavu je zachován také pokoj pro hosty ve stylu selské jizby a knihovna, kde je dosud původní secesní obložení světlým dřevem a kování.